# Arrêt Clément-Bayard

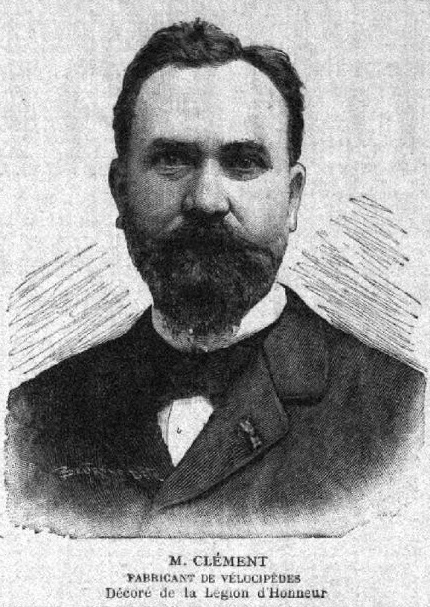
Alphonse Clément-Bayard, portrait paru dans Le Petit Parisien, supplément illustré du 7 janvier 1894.

L'arrêt Clément-Bayard est une décision de justice rendue le 3 août 1915 par la chambre des requêtes de la Cour de cassation française. Il traite du droit de propriété et de ses limites, et contribue à l'émergence de la notion d'abus de droit.

## Faits
M. Adolphe Clément-Bayard faisait décoller des ballons dirigeables depuis chez lui. Ceux-ci devaient survoler la propriété de son voisin au moment du décollage et de l'atterrissage. Ce dernier, pour mettre fin à ces passages, avait décidé d'entasser des carcasses et des pics de bois sur son terrain afin de percer les ballons de M. Clément-Bayard. Aussi, un des ballons fut percé par ce dispositif poussant M. Clément-Bayard à assigner son voisin en justice.

## Problème de droit
M. Clément-Bayard reprochait à son voisin d'avoir endommagé son bien (son ballon) et demandait donc réparation. Son voisin lui opposait l'article 544 du Code civil qui dispose que le droit de propriété est absolu. Ainsi, le défendeur estimait avoir le droit d'utiliser son terrain comme bon lui semblait et donc que le dommage causé ne découlait pas d'une faute de son voisin. Pour le défendeur, le fait de construire sur sa propriété une structure inutile visant la destruction des ballons de M. Clément-Bayard relevait de son droit d'usage. A l'inverse, M. Clément-Bayard considérait que son voisin avait abusé de son droit de propriété.
Ainsi, la Cour devait préciser le caractère absolu du droit de propriété afin de vérifier si la construction litigieuse constituait un abus de ce droit.

## Solution et portée
La Cour de cassation a donné droit à M. Clément-Bayard, estimant que la construction litigieuse constituait bien un abus du droit de propriété. En effet, la Cour a considéré que la clôture érigée n'était ni utile, ni nécessaire pour se protéger des intrusions. Aussi, il ne s'agissait que d'un moyen de nuire à M. Clément-Bayard. Une telle construction ayant un tel but constituait pour la Cour, un abus du droit de propriété. Ce droit n'est donc pas totalement absolu et est limité s'il est utilisé pour nuire aux biens d'autrui.
Aussi, le voisin de M. Clément-Bayard fut condamné à lui verser une indemnisation et à retirer la clôture.
Par cet arrêt, la Cour a fait naitre la théorie de l'abus de droit. Pour être appliquée, cette dernière doit réunir deux conditions cumulatives : 
- L'action abusive doit être dépourvue d'utilité ;
- L'action abusive doit être motivée par une intention de nuire[3]